# Katia Bourdarel
Katia Bourdarel, née en 1970 en France, est une artiste contemporaine française. Son travail explore les notions de mémoire, de transformation et d’incarnation. 
Diplômée de l'École nationale supérieure des arts décoratifs de Paris, elle utilise différents médiums : la peinture, la sculpture, l’installation et la vidéo. 
Représentée par plusieurs galeries en Europe, son œuvre a été exposée dans des institutions internationales, ainsi que lors de foires d’art telles qu’Art Basel, la FIAC et The Armory Show. 
Son travail, salué par la critique, puise dans la narration populaire et les contes pour interroger le rapport au réel et aux émotions humaines.

## Biographie
Katia Bourdarel est diplômée de l'École nationale supérieure des arts décoratifs de Paris. Elle commence sa carrière en collaborant avec la galerie Roger Pailhas à Marseille.  En 2006, elle intègre la galerie Bernhard Bischoff à Berne. Depuis 2014, elle est également représentée par la galerie Aeroplastics à Bruxelles, et, à partir de 2023, par la galerie Provost Hacker à Lille.
Elle partage son temps entre Paris et Dégagnac, dans le Lot. A Paris, elle réside dans l'ancien atelier d'Eugène Carrière à la villa des Arts.

### Démarche artistique
Katia Bourdarel travaille avec divers médiums : la vidéo, l'installation, la sculpture et la peinture, parfois figurative. Son œuvre explore la mémoire, collective et personnelle. Son processus de création vise à « fusionner des morceaux de narration populaire et des moments de vie intime ».
Ses recherches artistiques portent sur le rapport au réel et à l’« incarnation ». Elle prend pour thèmes l'’opposition et la transformation. Elle croit à des « devenirs incertains », et propose une lecture introspective et poétique du monde.

### Reconnaissance et critique
Son travail a été salué par la critique d'art. Philippe Piguet lui consacre un article dans L’Œil en 2014. Il y décrit son approche comme une invitation à plonger dans « les abysses de nos rêves et de nos fantasmes », soulignant l’influence du conte et de la fable dans son œuvre.

### Expositions et foires d’art
Les œuvres de Katia Bourdarel ont été présentées dans des institutions culturelles, en France et à l’international, parmi lesquelles :
- Musées et centres d'art : Collection Lambert (Avignon), Kunstmuseum de Bochum, Fondation Ursula Blickle (Vienne), Fondation Villa Datris (L’Isle-sur-la-Sorgue), Espacio de las Artes (Tenerife), Institut français de Maurice, Kunsthalle de Kiel, Villa Stuck (Munich), Kunsthalle de Vienne, Museo Marco (Vigo), musée d'Art contemporain de Marseille, Centre d'art contemporain d'Istres, CRAC Alsace, Lieu Unique (Nantes), Conciergerie (Paris) ;
- Foires internationales : Art Basel, The Armory Show, FIAC, Art Brussels.

### Médiatisation et collections
Le travail de Katia Bourdarel a été relayé par des médias spécialisés et grand public : L'Œil, Art Press, Beaux Arts magazine, Les Inrockuptibles, Elle, Point de vue, Madame Figaro, Art Sud, Connaissance des arts, etc.
Ses œuvres sont exposées dans des collections privées et publiques.

## Collections publiques
- Wall painting, Institut français de Maurice.
- FRAC PACA.
- Fond Communal d'Art Contemporain de la ville de Marseille.

## Expositions personnelles
- 2002 : Project.room 01, ARCA, Centre d’art contemporain, Marseille, France.
- 2003 : Unlimited, Art Basel, Suisse.
- 2004 : One woman show, FIAC, stand de la galerie Roger Pailhas, France.
- 2005 : galerie Roger Pailhas, Marseille, France.
- 2005 : De l’autre côté…, galerie Sollertis, Toulouse, France.
- 2006 : The Flesh of Fairy Tales, galerie Voss, Düsseldorf, Allemagne.
- 2006 : L’expérience verticale, galerie La B.A.N.K, Paris, France.
- 2006 : Bambi Forever, galerie des Remparts, Toulon, France.
- 2007 : La Fuite, Mamac, Nice, France.
- 2008 : Twin Waters, galerie Bernhard Bischoff & Partner, Berne, Suisse.
- 2008 : Katia Bourdarel, galerie Porte Avion, Marseille, France.
- 2008 : Le baiser du papillon, galerie La B.A.N.K, Paris, France.
- 2008 : La jolie fille… et le méchant garçon, avec Gilles Barbier, galerie Sollertis, Toulouse, France.
- 2009 : Superstitions, Videospreads, projections sur l’écran Caszuidas, Amsterdam, Pays-Bas.
- 2010 : L’art au paradis, Togu, Marseille, France[12].
- 2011 : Microcosme, galerie Bernhard Bischoff & Partner, Berne, Suisse.
- 2011 : Le son du silence, galerie des Remparts, Toulon, France.
- 2012 : Je suis une louve, galerie Sollertis, Toulouse, France / Les ateliers de la création, Centre Georges Pompidou, Paris, France.
- 2012 : Le son du silence, Acte II, Centre d’art contemporain hors les murs, Istres, France.
- 2012 : Les nuits de Psyché[13], galerie Eva Hober, Paris, France[14].
- 2013 : Le long chemin, Centre d’art contemporain d’Istres, France[15].
- 2014 : La promesse de l’horizon, galerie Bernhard Bischoff and Partner, Berne, Suisse.
- 2015 : Sans fleurs ni couronnes, galerie Eva Hober, Paris, France[16].
- 2015 : La peau des choses, Institut français, Mauritius[17].
- 2016 : Les Possédés, Grenier du Chapitre, Cahors, France.
- 2018 : Porter à l'envers, avec Reto Leibundgut, galerie Bernhard Bischoff and Partner, Berne, Suisse.
- 2018 : L’épreuve du silence, galerie Porte Avion, Marseille, France[18].
- 2020 : Bêtes de scène à Paris ! Les animaux dans la sculpture contemporaine, Espace Monte-Cristo, Paris, France[19].
- 2021 : ÈVE(S), Chapelle Saint-Libéral, Brive-la-Gaillarde, France[20].
- Les ombres que nous sommes, Galerie Vincent Sator, Paris, France
- 2023 : Nocturnes, Galerie Bernhard Bischoff, Suisse